# Joe Scally
Joseph Michael Scally (Lake Grove, 31 dicembre 2002) è un calciatore statunitense, difensore del Borussia M'gladbach e della nazionale statunitense.

## Caratteristiche tecniche
È un terzino destro che può giocare pure sulla fascia sinistra. Dispone di buon atletismo e forza fisica, oltre a essere bravo nel giocare palla a terra e nel gioco aereo.

## Carriera

### Club
Cresciuto nel settore giovanile del New York City, il 21 marzo 2018 sigla il suo primo contratto professionistico con il club, diventando il secondo secondo calciatore professionista più giovane in MLS dopo Freddy Adu. Debutta in prima squadra il 7 giugno 2018 in occasione dell'incontro di Lamar Hunt U.S. Open Cup perso 4-0 contro il N.Y. Red Bulls, diventando, a 15 anni e 157 giorni, il più giovane esordiente nella storia del suo club.
Il 13 novembre 2019 viene annunciato il trasferimento al Borussia M'gladbach a partire da gennaio 2021.
Dopo avere trascorso i primi 6 mesi nella seconda squadra, debutta con la prima il 13 agosto 2021 nel pareggio per 1-1 contro il Bayern Monaco. Il 2 ottobre seguente realizza la sua prima rete con il club in occasione del successo per 1-3 contro il Wolfsburg.

### Nazionale
Ha giocato nelle nazionali giovanili statunitensi Under-15 ed Under-17.
Nel novembre del 2021 riceve la sua prima convocazione in nazionale maggiore, con cui esordisce il 2 giugno 2022 nell'amichevole vinta 3-0 contro il Marocco.

## Statistiche

### Presenze e reti nei club
Statistiche aggiornate al 21 dicembre 2024.
| Stagione                   | Squadra                    | Campionato                 | Campionato | Campionato | Coppe nazionali | Coppe nazionali | Coppe nazionali | Coppe continentali | Coppe continentali | Coppe continentali | Altre coppe | Altre coppe | Altre coppe | Totale | Totale |
| Stagione                   | Squadra                    | Comp                       | Pres       | Reti       | Comp            | Pres            | Reti            | Comp               | Pres               | Reti               | Comp        | Pres        | Reti        | Pres   | Reti   |
| -------------------------- | -------------------------- | -------------------------- | ---------- | ---------- | --------------- | --------------- | --------------- | ------------------ | ------------------ | ------------------ | ----------- | ----------- | ----------- | ------ | ------ |
| 2018                       | New York City              | MLS                        | 0          | 0          | USOC            | 1               | 0               | -                  | -                  | -                  | -           | -           | -           | 1      | 0      |
| 2019                       | New York City              | MLS                        | 0          | 0          | USOC            | 0               | 0               | -                  | -                  | -                  | -           | -           | -           | 0      | 0      |
| 2020                       | New York City              | MLS                        | 4+1        | 0          | -               | -               | -               | CCL                | 1                  | 0                  | -           | -           | -           | 6      | 0      |
| Totale New York City       | Totale New York City       | Totale New York City       | 4+1        | 0          |                 | 1               | 0               |                    | 1                  | 0                  |             | -           | -           | 7      | 0      |
| gen.-giu. 2021             | Borussia M'gladbach II     | RL                         | 15         | 1          | -               | -               | -               | -                  | -                  | -                  | -           | -           | -           | 15     | 1      |
| 2021-2022                  | Borussia M'gladbach        | BL                         | 30         | 1          | CG              | 3               | 0               | -                  | -                  | -                  | -           | -           | -           | 33     | 1      |
| 2022-2023                  | Borussia M'gladbach        | BL                         | 28         | 0          | CG              | 2               | 1               | -                  | -                  | -                  | -           | -           | -           | 30     | 1      |
| 2023-2024                  | Borussia M'gladbach        | BL                         | 31         | 1          | CG              | 4               | 0               | -                  | -                  | -                  | -           | -           | -           | 35     | 1      |
| 2024-2025                  | Borussia M'gladbach        | BL                         | 15         | 0          | CG              | 2               | 0               | -                  | -                  | -                  | -           | -           | -           | 17     | 0      |
| Totale Borussia M'gladbach | Totale Borussia M'gladbach | Totale Borussia M'gladbach | 104        | 2          |                 | 11              | 1               |                    | -                  | -                  |             | -           | -           | 115    | 3      |
| Totale carriera            | Totale carriera            | Totale carriera            | 124        | 3          |                 | 12              | 1               |                    | 1                  | 0                  |             | -           | -           | 137    | 4      |

### Cronologia presenze e reti in nazionale
| Cronologia completa delle presenze e delle reti in nazionale ― Stati Uniti | Cronologia completa delle presenze e delle reti in nazionale ― Stati Uniti | Cronologia completa delle presenze e delle reti in nazionale ― Stati Uniti | Cronologia completa delle presenze e delle reti in nazionale ― Stati Uniti | Cronologia completa delle presenze e delle reti in nazionale ― Stati Uniti | Cronologia completa delle presenze e delle reti in nazionale ― Stati Uniti | Cronologia completa delle presenze e delle reti in nazionale ― Stati Uniti | Cronologia completa delle presenze e delle reti in nazionale ― Stati Uniti |
| Data                                                                       | Città                                                                      | In casa                                                                    | Risultato                                                                  | Ospiti                                                                     | Competizione                                                               | Reti                                                                       | Note                                                                       |
| -------------------------------------------------------------------------- | -------------------------------------------------------------------------- | -------------------------------------------------------------------------- | -------------------------------------------------------------------------- | -------------------------------------------------------------------------- | -------------------------------------------------------------------------- | -------------------------------------------------------------------------- | -------------------------------------------------------------------------- |
| 2-6-2022                                                                   | Cincinnati                                                                 | Stati Uniti                                                                | 3 – 0                                                                      | Marocco                                                                    | Amichevole                                                                 | -                                                                          | 45’                                                                        |
| 5-6-2022                                                                   | Kansas City                                                                | Stati Uniti                                                                | 0 – 0                                                                      | Uruguay                                                                    | Amichevole                                                                 | -                                                                          |                                                                            |
| 27-9-2022                                                                  | Riad                                                                       | Arabia Saudita                                                             | 0 – 0                                                                      | Stati Uniti                                                                | Amichevole                                                                 | -                                                                          | 59’                                                                        |
| 25-3-2023                                                                  | Saint George's                                                             | Grenada                                                                    | 1 – 7                                                                      | Stati Uniti                                                                | CONCACAF Nations League 2022-2023 - 1º turno                               | -                                                                          |                                                                            |
| 16-6-2023                                                                  | Paradise                                                                   | Stati Uniti                                                                | 3 – 0                                                                      | Messico                                                                    | CONCACAF Nations League 2022-2023 - Finale                                 | -                                                                          | 89’                                                                        |
| 19-6-2023                                                                  | Paradise                                                                   | Canada                                                                     | 0 – 2                                                                      | Stati Uniti                                                                | CONCACAF Nations League 2022-2023 - Finale                                 | -                                                                          | 79’                                                                        |
| 14-10-2023                                                                 | East Hartford                                                              | Stati Uniti                                                                | 1 – 3                                                                      | Germania                                                                   | Amichevole                                                                 | -                                                                          |                                                                            |
| 21-11-2023                                                                 | Port of Spain                                                              | Trinidad e Tobago                                                          | 2 – 1                                                                      | Stati Uniti                                                                | CONCACAF Nations League 2023-2024 - Quarti di finale                       | -                                                                          | 42’ 79’                                                                    |
| 21-3-2024                                                                  | Arlington                                                                  | Stati Uniti                                                                | 3 – 1 dts                                                                  | Giamaica                                                                   | CONCACAF Nations League 2023-2024 - Semifinale                             | -                                                                          | 12’ 46’                                                                    |
| 8-6-2024                                                                   | Landover                                                                   | Stati Uniti                                                                | 1 – 5                                                                      | Colombia                                                                   | Amichevole                                                                 | -                                                                          |                                                                            |
| 12-6-2024                                                                  | Orlando                                                                    | Stati Uniti                                                                | 1 – 1                                                                      | Brasile                                                                    | Amichevole                                                                 | -                                                                          | 85’                                                                        |
| 23-6-2024                                                                  | Arlington                                                                  | Stati Uniti                                                                | 2 – 0                                                                      | Bolivia                                                                    | Coppa America 2024 - 1º turno                                              | -                                                                          |                                                                            |
| 27-6-2024                                                                  | Atlanta                                                                    | Panama                                                                     | 2 – 1                                                                      | Stati Uniti                                                                | Coppa America 2024 - 1º turno                                              | -                                                                          |                                                                            |
| 1-7-2024                                                                   | Kansas City                                                                | Stati Uniti                                                                | 0 – 1                                                                      | Uruguay                                                                    | Coppa America 2024 - 1º turno                                              | -                                                                          | 79’                                                                        |
| 7-9-2024                                                                   | Kansas City                                                                | Stati Uniti                                                                | 1 – 2                                                                      | Canada                                                                     | Amichevole                                                                 | -                                                                          |                                                                            |
| 12-10-2024                                                                 | Austin                                                                     | Stati Uniti                                                                | 2 – 0                                                                      | Panama                                                                     | Amichevole                                                                 | -                                                                          |                                                                            |
| 15-10-2024                                                                 | Guadalajara                                                                | Messico                                                                    | 2 – 0                                                                      | Stati Uniti                                                                | Amichevole                                                                 | -                                                                          |                                                                            |
| 14-11-2024                                                                 | Kingston                                                                   | Giamaica                                                                   | 0 – 1                                                                      | Stati Uniti                                                                | CONCACAF Nations League 2024-2025 - Quarti di finale                       | -                                                                          |                                                                            |
| 18-11-2024                                                                 | Saint Louis                                                                | Stati Uniti                                                                | 4 – 2                                                                      | Giamaica                                                                   | CONCACAF Nations League 2024-2025 - Quarti di finale                       | -                                                                          |                                                                            |
| 20-3-2025                                                                  | Inglewood                                                                  | Stati Uniti                                                                | 0 – 1                                                                      | Panama                                                                     | CONCACAF Nations League 2024-2025 - Semifinale                             | -                                                                          |                                                                            |
| 23-3-2025                                                                  | Inglewood                                                                  | Canada                                                                     | 2 – 1                                                                      | Stati Uniti                                                                | CONCACAF Nations League 2024-2025 - Finale 3º posto                        | -                                                                          | 30’ 46’                                                                    |
| Totale                                                                     |                                                                            | Presenze                                                                   | 21                                                                         |                                                                            | Reti                                                                       | 0                                                                          |                                                                            |

## Palmarès
- CONCACAF Nations League: 2

2022-2023, 2023-2024